# Không tặc trong sự kiện 11 tháng 9

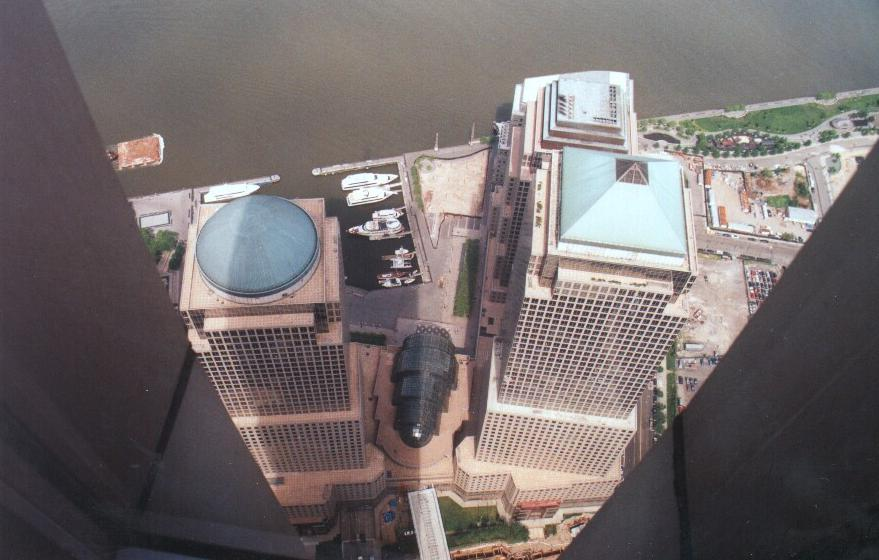
Quang cảnh Trung tâm Tài chính Thế giới từ nhà hàng Windows on the World giữa tầng 106 và 107 của tháp Bắc.

Những kẻ không tặc trong sự kiện 11 tháng 9 là 19 người đàn ông liên kết với al-Qaeda. 15 trong số 19 người là công dân Ả Rập Saudi, hai người đến từ Các Tiểu vương quốc Ả Rập Thống nhất, một người đến từ Ai Cập và một người đến từ Liban. Những tên không tặc được tổ chức thành bốn đội, mỗi đội được chỉ huy bởi một tên không tặc được huấn luyện phi công với ba hoặc bốn "kẻ không tặc cơ bắp", những người được huấn luyện để giúp khuất phục các phi công, hành khách và phi hành đoàn.
Những kẻ không tặc đầu tiên đến Hoa Kỳ là Khalid al-Mihdhar và Nawaf al-Hazmi, người định cư ở Hạt San Diego, California, vào tháng 1 năm 2000. Họ bị theo dõi bởi ba phi công không tặc, Mohamed Atta, Marwan al-Shehhi, và Ziad Jarrah vào giữa năm 2000 để thực hiện huấn luyện bay ở Nam Florida. Phi công không tặc thứ tư, Hani Hanjour, đến San Diego vào tháng 12 năm 2000. Phần còn lại của "những kẻ không tặc cơ bắp" đã đến vào đầu và giữa năm 2001.

## Sự tuyển chọn
Khalid al-Mihdhar và Nawaf al-Hazmi đều là những chiến binh thánh chiến giàu kinh nghiệm và đáng kính trong mắt nhà lãnh đạo al-Qaeda Osama bin Laden.
Đối với các phi công sẽ tiếp tục tham gia vào các cuộc tấn công, ba trong số họ là thành viên ban đầu của phòng giam Hamburg (Mohamed Atta, Marwan al-Shehhi và Ziad Jarrah). Sau khi được đào tạo tại các trại huấn luyện al-Qaeda ở Afghanistan, họ đã được cánh quân sự của Bin Laden và al-Qaeda chọn do kiến thức sâu rộng về văn hóa và kỹ năng ngôn ngữ phương Tây, tăng cường an ninh hoạt động của nhiệm vụ và cơ hội thành công. Phi công dự định thứ tư, Ramzi bin al-Shibh, một thành viên của nhóm Hamburg, cũng được chọn tham gia vào các cuộc tấn công nhưng không thể có được thị thực nhập cảnh vào Hoa Kỳ. Sau đó, bin al-Shibh được thay thế bởi Hani Hanjour, quốc tịch Saudi.
Mihdhar và Hazmi cũng là những tên không tặc phi công tiềm năng, nhưng đã không làm tốt trong các bài học phi công ban đầu của họ ở San Diego. Cả hai đều được giữ như những tên không tặc "cơ bắp", những người sẽ giúp chế ngự hành khách và phi hành đoàn và cho phép những tên không tặc điều khiển các chuyến bay. Ngoài Mihdhar và Hazmi, mười ba tên không tặc cơ bắp khác đã được chọn vào cuối năm 2000 hoặc đầu năm 2001. Tất cả đều đến từ Ả Rập Saudi, ngoại trừ Fayez Banihammad, người đến từ Các Tiểu vương quốc Ả Rập Thống nhất.

### Không tặc
| Tên                | Tuổi | Quốc tịch                            | Chuyến bay                           |
| ------------------ | ---- | ------------------------------------ | ------------------------------------ |
| Mohamed Atta       | 33   | Ai Cập                               | Chuyến bay American Airlines 11      |
| Abdulaziz al-Omari | 22   | Ả Rập Xê Út                          | Chuyến bay American Airlines 11      |
| Wail al-Shehri     | 28   | Ả Rập Xê Út                          | Chuyến bay American Airlines 11      |
| Waleed al-Shehri   | 22   | Ả Rập Xê Út                          | Chuyến bay American Airlines 11      |
| Satam al-Suqami    | 25   | Ả Rập Xê Út                          | Chuyến bay American Airlines 11      |
| Marwan al-Shehhi   | 23   | Các Tiểu vương quốc Ả Rập Thống nhất | Chuyến bay 175 của United Airlines   |
| Fayez Banihammad   | 24   | Các Tiểu vương quốc Ả Rập Thống nhất | Chuyến bay 175 của United Airlines   |
| Mohand al-Shehri   | 22   | Ả Rập Xê Út                          | Chuyến bay 175 của United Airlines   |
| Hamza al-Ghamdi    | 20   | Ả Rập Xê Út                          | Chuyến bay 175 của United Airlines   |
| Ahmed al-Ghamdi    | 22   | Ả Rập Xê Út                          | Chuyến bay 175 của United Airlines   |
| Hani Hanjour       | 29   | Ả Rập Xê Út                          | Chuyến bay 77 của American Airlines  |
| Khalid al-Mihdhar  | 26   | Ả Rập Xê Út                          | Chuyến bay 77 của American Airlines  |
| Majed Moqed        | 24   | Ả Rập Xê Út                          | Chuyến bay 77 của American Airlines  |
| Nawaf al-Hazmi     | 25   | Ả Rập Xê Út                          | Chuyến bay 77 của American Airlines  |
| Salem al-Hazmi     | 20   | Ả Rập Xê Út                          | Chuyến bay 77 của American Airlines  |
| Ziad Jarrah        | 26   | Liban                                | Chuyến bay số 93 của United Airlines |
| Ahmed al-Haznawi   | 20   | Ả Rập Xê Út                          | Chuyến bay số 93 của United Airlines |
| Ahmed al-Nami      | 24   | Ả Rập Xê Út                          | Chuyến bay số 93 của United Airlines |
| Saeed al-Ghamdi    | 21   | Ả Rập Xê Út                          | Chuyến bay số 93 của United Airlines |

| Quốc tịch                            | Số |
| ------------------------------------ | -- |
| Ả Rập Xê Út                          | 15 |
| Các tiểu Vương quốc Ả rập Thống nhất | 2  |
| Ai Cập                               | 1  |
| Liban                                | 1  |

| Tuổi | Số |
| ---- | -- |
| 20   | 3  |
| 21   | 1  |
| 22   | 4  |
| 23   | 1  |
| 24   | 3  |
| 25   | 2  |
| 26   | 2  |
| 28   | 1  |
| 29   | 1  |
| 33   | 1  |

## Ảnh

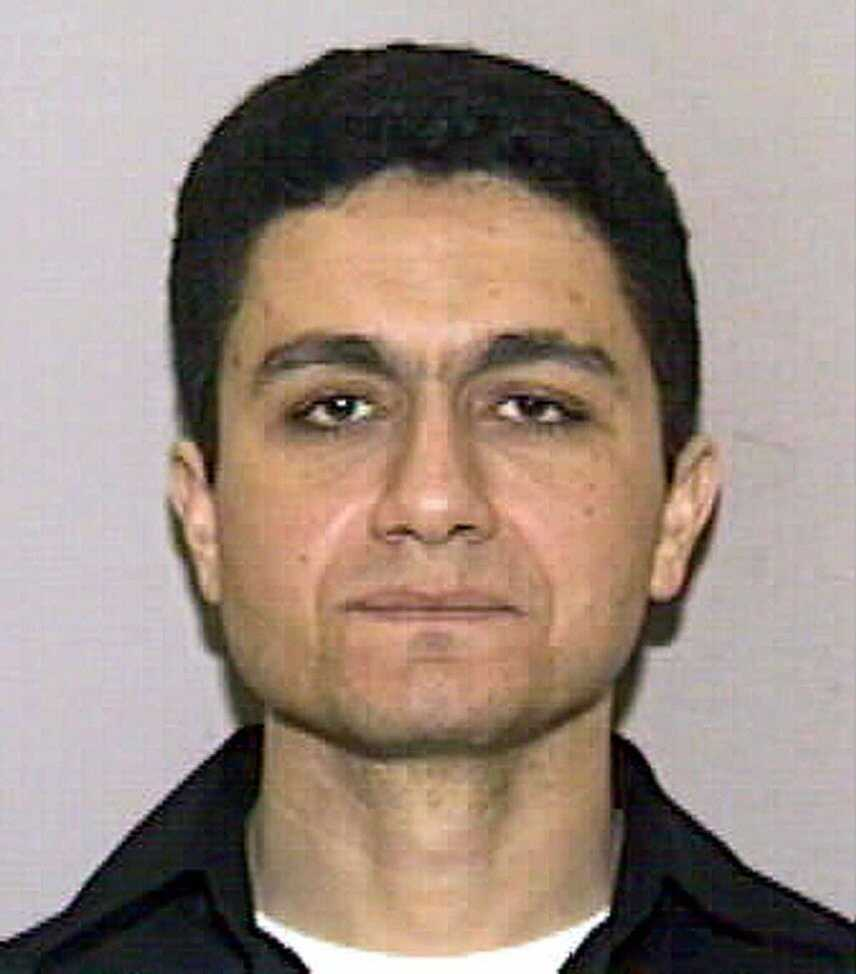
Mohamed Atta
Abdulaziz al-Omari
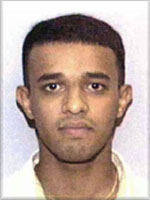
Satam al-Suqami
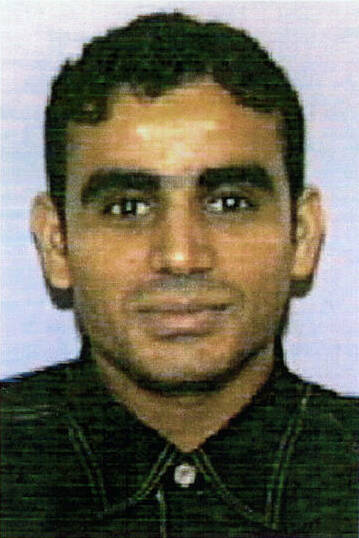
Fayez Banihammad
Ahmed al-Ghamdi
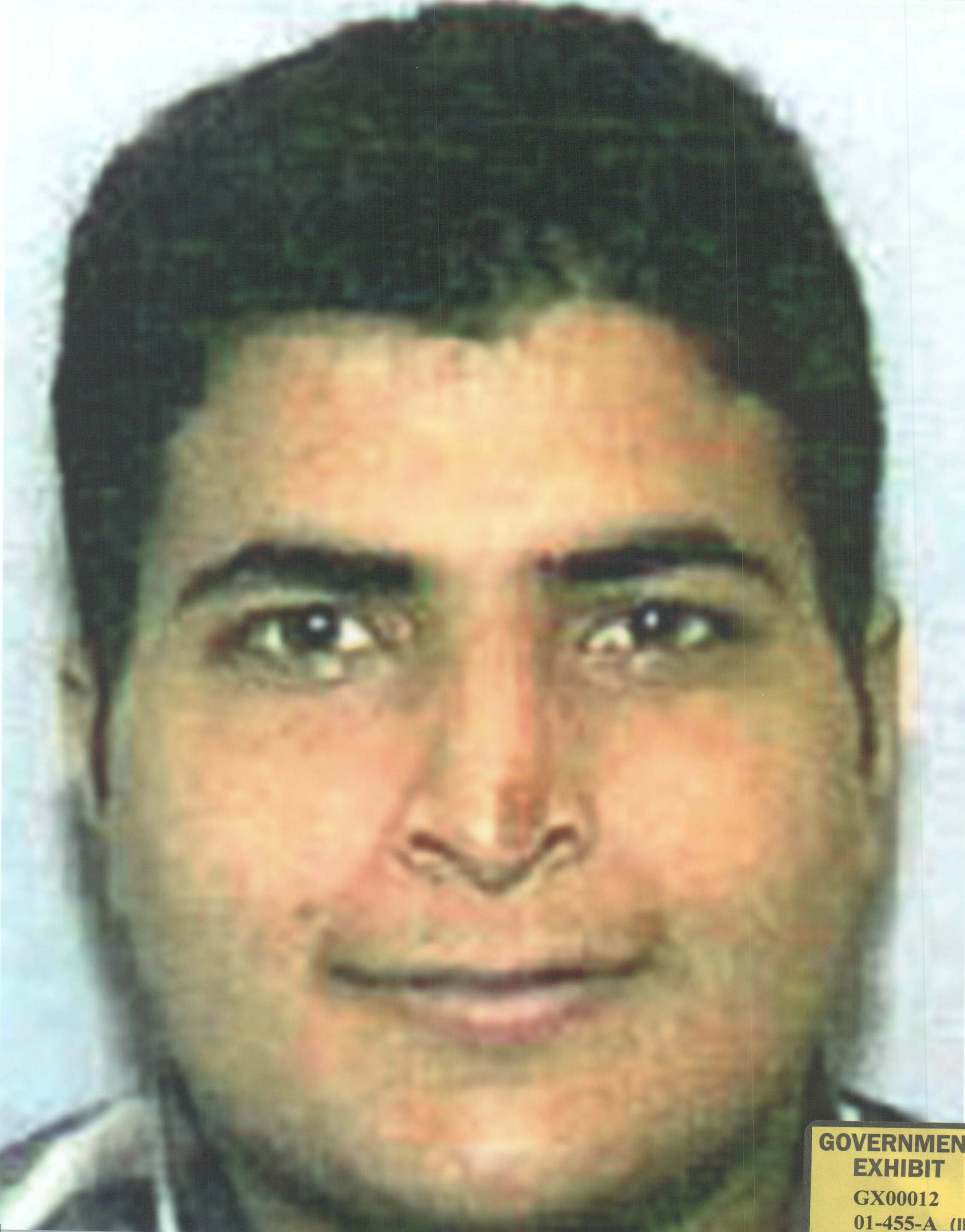
Hamza al-Ghamdi
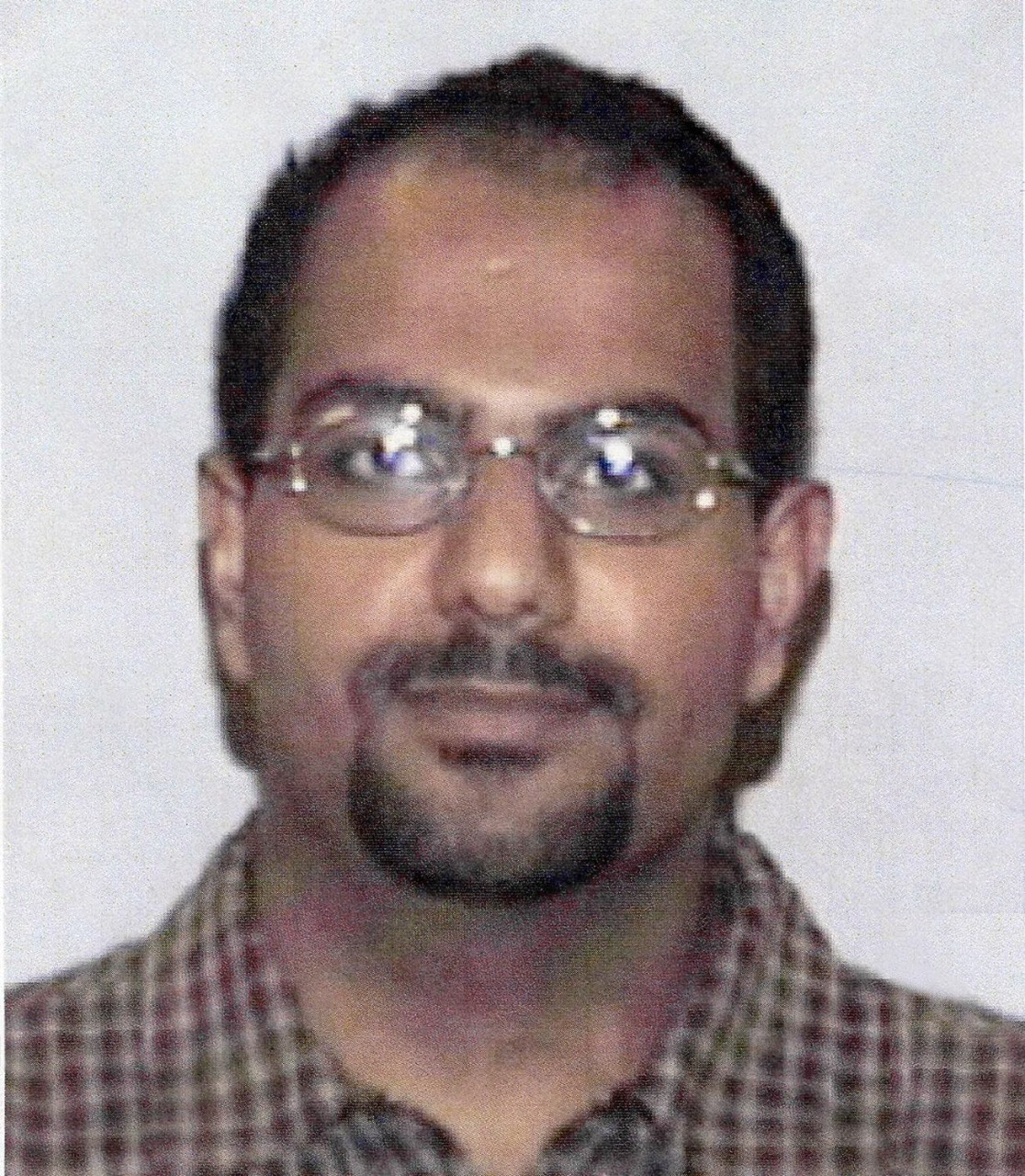
Marwan al-Shehhi
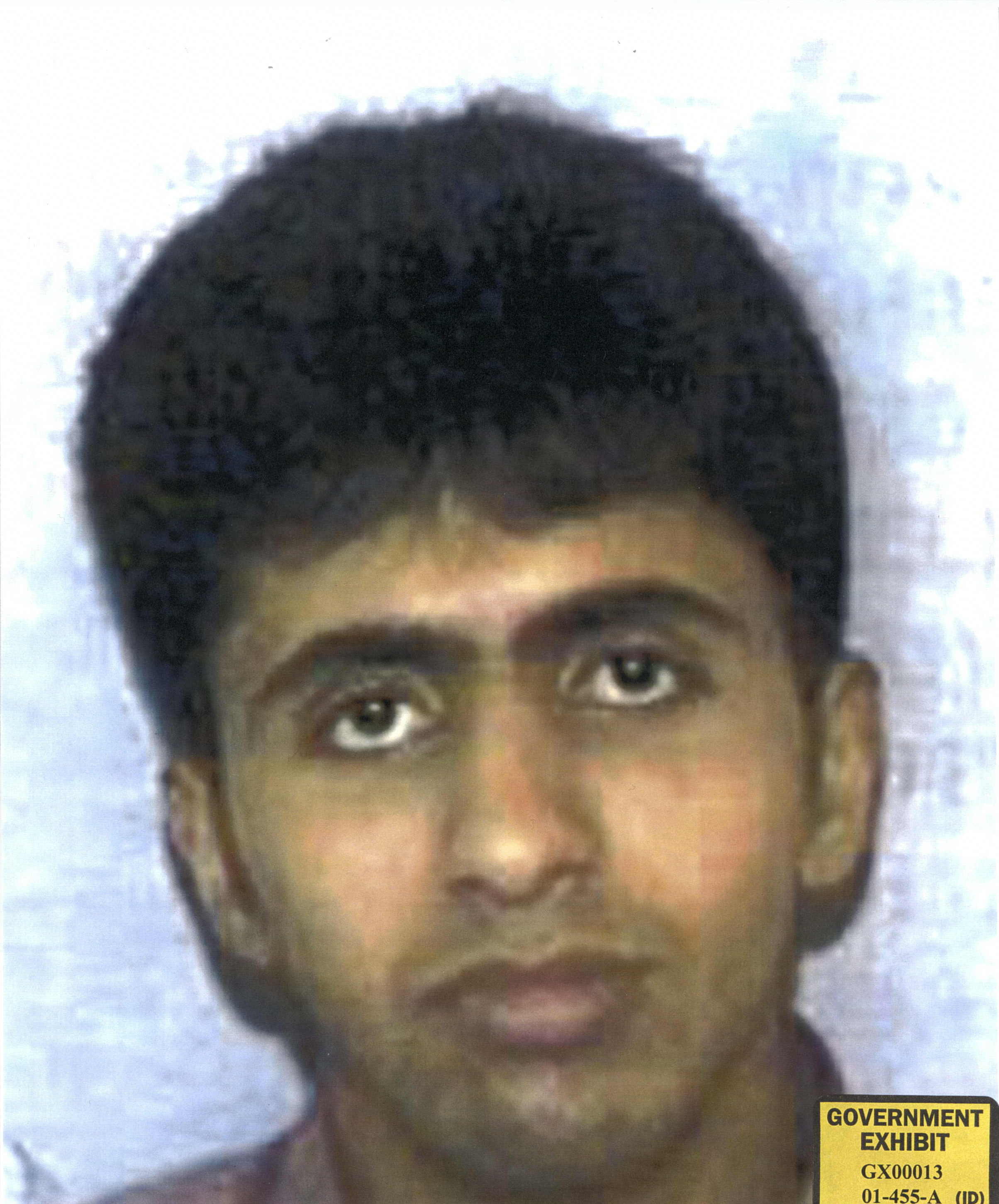
Mohand al-Shehri
Hani Hanjour
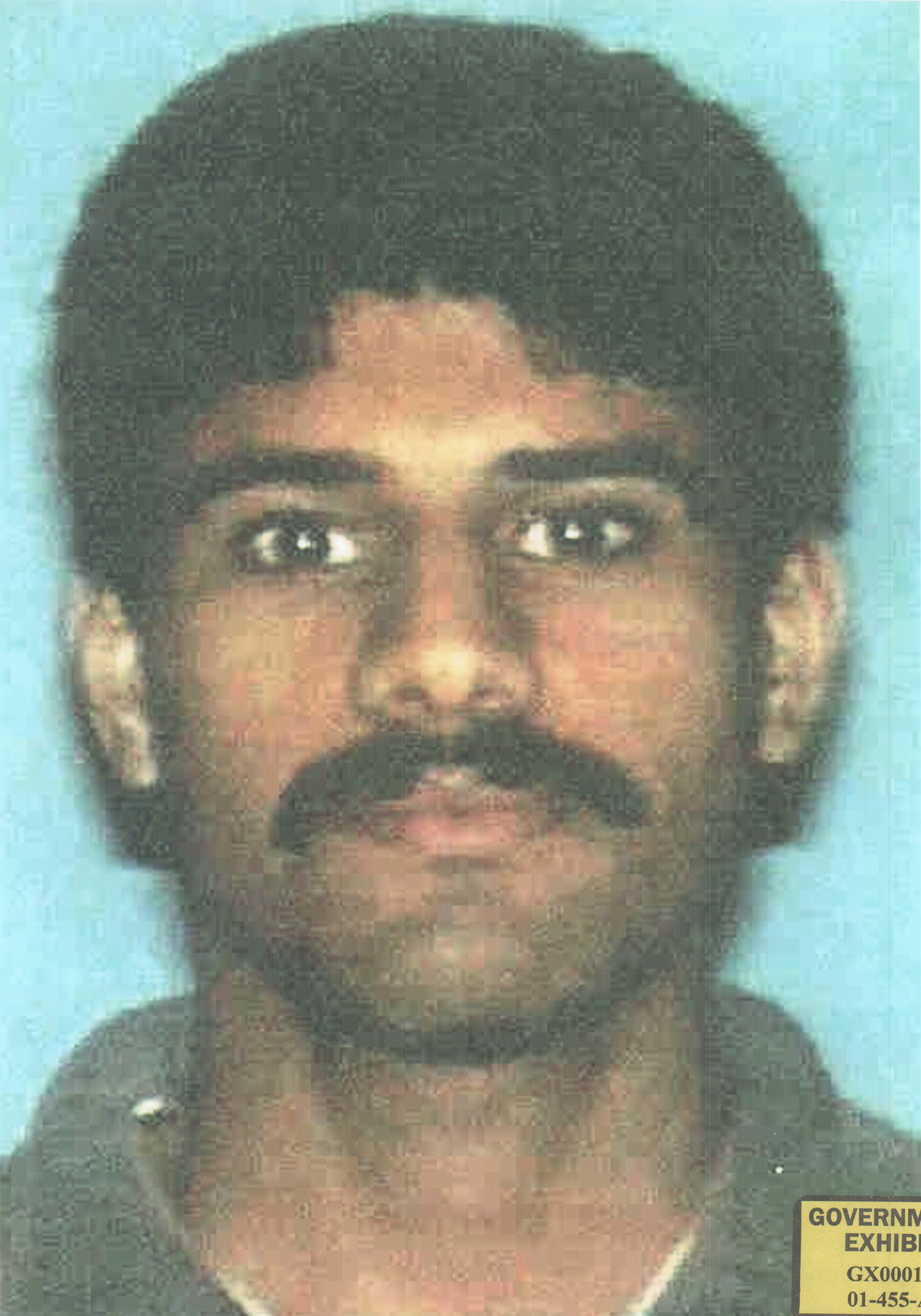
Nawaf al-Hazmi
Salem al-Hazmi
Majed Moqed
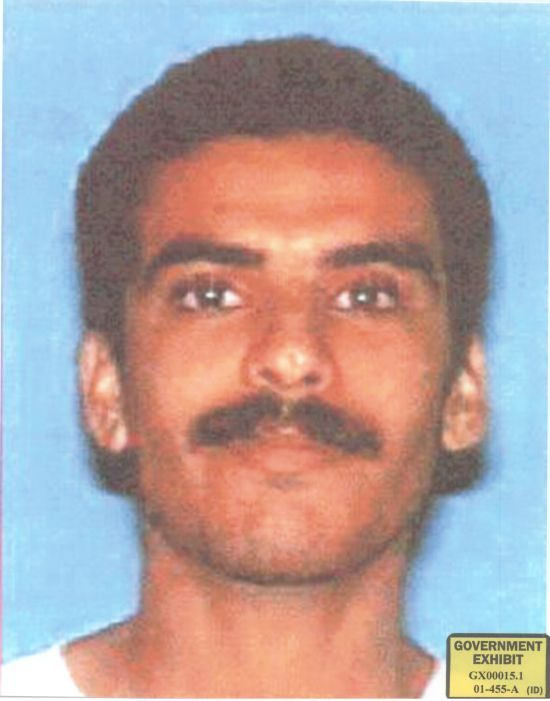
Khalid al-Mindhar
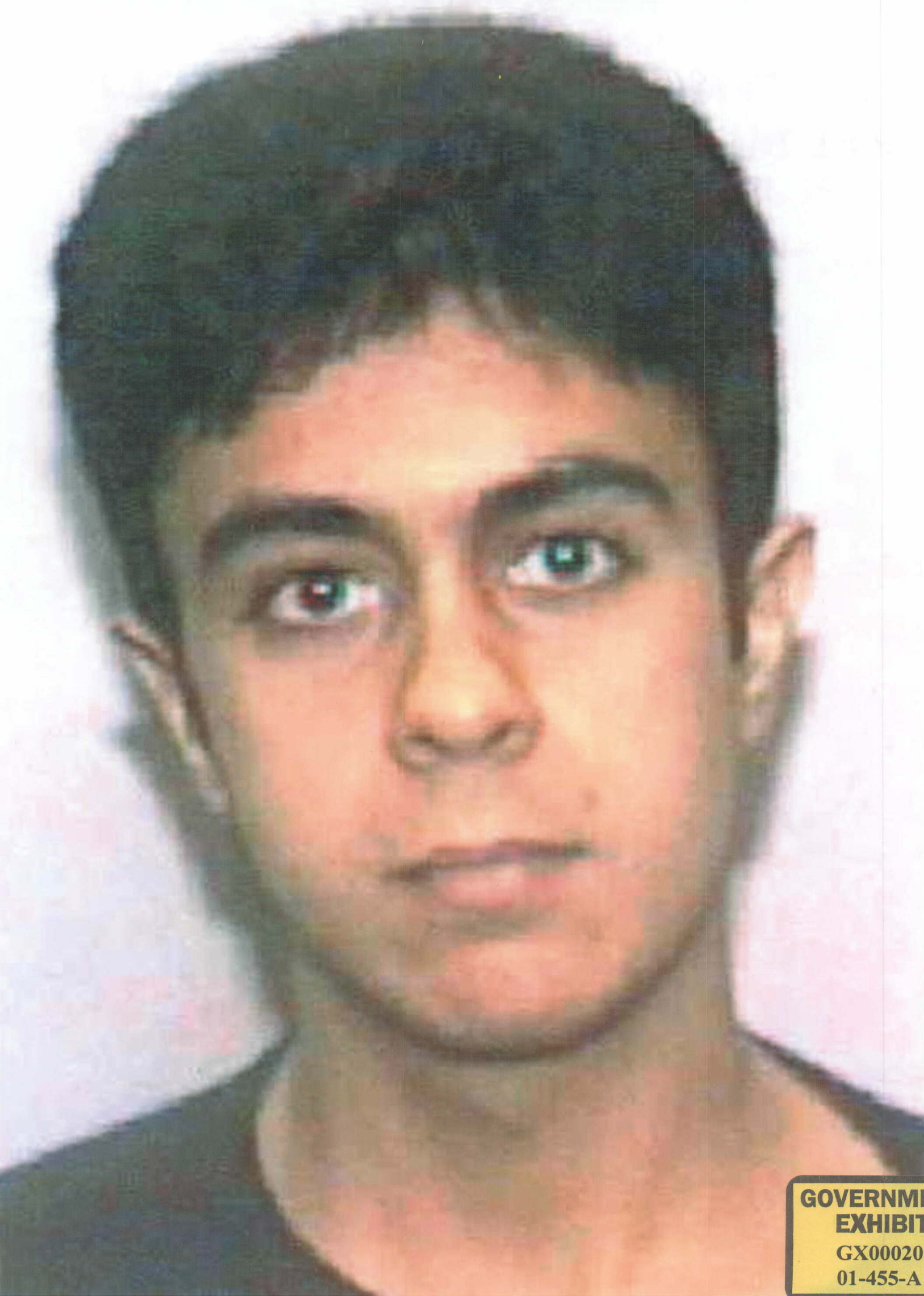
Saeed al-Ghamdi
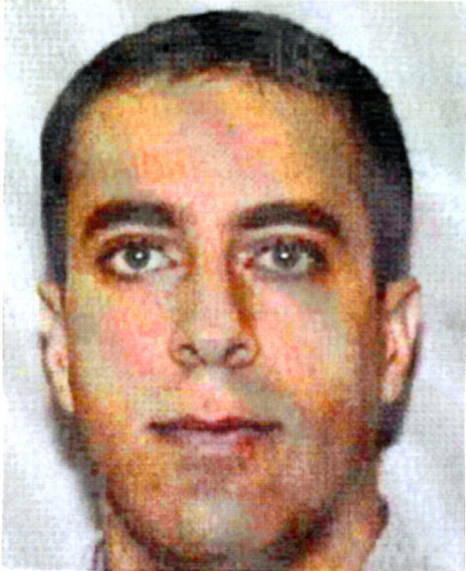
Ziad Jarrah
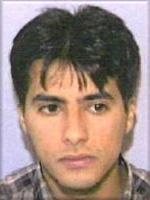
Ahmed al-Nami